# Pardachirus balius
Pardachirus balius är en fiskart som beskrevs av Randall och Mee, 1994. Pardachirus balius ingår i släktet Pardachirus och familjen tungefiskar. Inga underarter finns listade i Catalogue of Life.